# ميثيل إيزوأوجينول
ميثيل إيزو أوجينول مركب عضوي ينتمي لعائلة من المركبات تسمى بالفينيل بروبانويد ينتج هذا المركب عند أحلال مجموعةالميثيل بدل هيدروجين مجموعة الهيدروكسيد في مركب الإيزو أوجينول.